# Alicia rhadina
Alicia rhadina är en havsanemonart som beskrevs av Alfred Cort Haddon och Shackleton 1893. Alicia rhadina ingår i släktet Alicia och familjen Aliciidae. Inga underarter finns listade i Catalogue of Life.